# Collegio di Oxford East
Oxford East è un collegio elettorale inglese situato nell'Oxfordshire rappresentato alla Camera dei comuni del parlamento del Regno Unito. Elegge un membro del parlamento con il sistema maggioritario a turno unico; l'attuale parlamentare è Anneliese Dodds del Partito Laburista e Co-Operativo, che rappresenta il collegio dal 2017.

## Estensione

Oxford East dal 2010 al 2024

- 1983–1997: i ward della città di Oxford di Blackbird Leys, East, Headington, Iffley, Marston, Quarry, St Clement's, Temple Cowley e Wood Farm, e i ward del distretto di South Oxfordshire di Littlemore, Marston e Risinghurst.
- 1997-2010: i ward della città di Oxford di Blackbird Leys, East, Headington, Iffley, Littlemore, Marston, Old Marston and Risinghurst, Quarry, St Clement's, South, Temple Cowley e Wood Farm. Le modifiche del 1997 portarono due ward semi-rurali e a tendenza conservatrice all'interno del collegio, e incorporarono il ward urbano di Oxford South in cui erano più forti i laburisti e i liberal democratici.
- 2010-2024: i ward della città di Oxford di Barton and Sandhills, Blackbird Leys, Carfax, Churchill, Cowley, Cowley Marsh, Headington, Headington Hill and Northway, Hinksey Park, Holywell, Iffley Fields, Littlemore, Lye Valley, Marston, Northfield Brook, Quarry and Risinghurst, Rose Hill and Iffley, St Clement's e St Mary's. Il Parlamento accettò la quinta revisione periodica dei collegi della Boundary Commission che alterò leggermente il collegio per le elezioni generali del 2010. Con questi cambiamenti, vennero spostati nel collegio i ward di Carfax e Holywell, prendendoli da Oxford West and Abingdon. In seguito a ciò, la maggior parte del centro cittadino di Oxford e la maggior parte dei collegi dell'Università di Oxford si trovano in Oxford East, mentre in precedenza erano stati in Oxford West and Abingdon. Ci si attendeva che tale spostamento favorisse i liberal democratici, ma quando si svolsero le prime elezioni generali a seguito delle modifiche, il deputato laburista in carica Andrew Smith riuscì a quadruplicare il suo vantaggio.
- dal 2024: i ward della città di Oxford di Barton and Sandhills, Blackbird Leys, Churchill, Cowley, Donnington, Headington, Headington Hill and Northway, Hinksey Park, Littlemore, Lye Valley, Marston, Northfield Brook, Quarry and Risinghurst, Rose Hill and Iffley, St. Clement’, St. Mary’s e Temple Cowley.

## Membri del Parlamento
| Elezione | Elezione | Deputato        | Partito         |
| -------- | -------- | --------------- | --------------- |
|          | 1983     | Steve Norris    | Conservatore    |
|          | 1987     | Andrew Smith    | Laburista       |
|          | 2017     | Anneliese Dodds | Laburista Co-Op |

## Elezioni

### Elezioni negli anni 2020
| Partito                    | Partito                                      | Candidato                  | Risultati 4 luglio 2024 | Risultati 4 luglio 2024 |
| Partito                    | Partito                                      | Candidato                  | Voti                    | %                       |
| -------------------------- | -------------------------------------------- | -------------------------- | ----------------------- | ----------------------- |
|                            | Laburista Co-Op                              | Anneliese Dodds            | 19 541                  | 49,67                   |
|                            | Verdi                                        | Sushila Dhall              | 5 076                   | 12,90                   |
|                            | Conservatore                                 | Louise Brown               | 4 739                   | 12,05                   |
|                            | Lib Dem                                      | Theodore Jupp              | 3 437                   | 8,74                    |
|                            | Independent Oxford Alliance                  | David Henwood              | 2 381                   | 6,05                    |
|                            | Indipendente                                 | Amir Ali                   | 1 761                   | 4,48                    |
|                            | Workers                                      | Zaid Marham                | 615                     | 1,56                    |
|                            | Indipendente                                 | Jabu Nala-Hartley          | 600                     | 1,53                    |
|                            | Rejoin EU                                    | Andrew Smith               | 425                     | 1,08                    |
|                            | Partito delle Donne                          | Katherine Longthorp        | 337                     | 0,86                    |
|                            | Social Democratico                           | Benjamin Adams             | 232                     | 0,59                    |
|                            | Rivoluzionario dei Lavoratori                | Brandon French             | 197                     | 0,50                    |
|                            |                                              |                            |                         |                         |
| Iscritti                   | Iscritti                                     | Iscritti                   | 71 845                  | 100,00                  |
| ↳ Votanti (% su iscritti)  | ↳ Votanti (% su iscritti)                    | ↳ Votanti (% su iscritti)  | 39 341                  | 54,76                   |
| ↳ Astenuti (% su iscritti) | ↳ Astenuti (% su iscritti)                   | ↳ Astenuti (% su iscritti) | 32 504                  | 45,24                   |
|                            |                                              |                            |                         |                         |
|                            | Esito: collegio confermato a Laburista Co-Op |                            |                         |                         |

### Elezioni negli anni 2010
| Partito                    | Partito                                                    | Candidato                  | Risultati 12 dicembre 2019 | Risultati 12 dicembre 2019 |
| Partito                    | Partito                                                    | Candidato                  | Voti                       | %                          |
| -------------------------- | ---------------------------------------------------------- | -------------------------- | -------------------------- | -------------------------- |
|                            | Laburista Co-Op                                            | Anneliese Dodds            | 28 135                     | 57,00                      |
|                            | Conservatore                                               | Louise Staite              | 10 303                     | 20,87                      |
|                            | Lib Dem                                                    | Alistair Fernie            | 6 884                      | 13,95                      |
|                            | Verdi                                                      | David Williams             | 2 392                      | 4,85                       |
|                            | Brexit                                                     | Roger Carter               | 1 146                      | 2,32                       |
|                            | Indipendente                                               | David Henwood              | 238                        | 0,48                       |
|                            | Indipendente                                               | Chaka Artwell              | 143                        | 0,29                       |
|                            | Indipendente                                               | Phil Taylor                | 118                        | 0,24                       |
|                            |                                                            |                            |                            |                            |
| Iscritti                   | Iscritti                                                   | Iscritti                   | 78 303                     | 100,00                     |
| ↳ Votanti (% su iscritti)  | ↳ Votanti (% su iscritti)                                  | ↳ Votanti (% su iscritti)  | 49 359                     | 63,04                      |
| ↳ Astenuti (% su iscritti) | ↳ Astenuti (% su iscritti)                                 | ↳ Astenuti (% su iscritti) | 28 944                     | 36,96                      |
|                            |                                                            |                            |                            |                            |
|                            | Esito: collegio passa da Laburista Co-Op a Laburista Co-Op |                            |                            |                            |

| Partito                    | Partito                                      | Candidato                  | Risultati 8 giugno 2017 | Risultati 8 giugno 2017 |
| Partito                    | Partito                                      | Candidato                  | Voti                    | %                       |
| -------------------------- | -------------------------------------------- | -------------------------- | ----------------------- | ----------------------- |
|                            | Laburista Co-Op                              | Anneliese Dodds            | 35 118                  | 65,16                   |
|                            | Conservatore                                 | Suzanne Bartington         | 11 834                  | 21,96                   |
|                            | Lib Dem                                      | Kirsten Johnson            | 4 904                   | 9,10                    |
|                            | Verdi                                        | Larry Sanders              | 1 785                   | 3,31                    |
|                            | Indipendente                                 | Chaka Artwell              | 255                     | 0,47                    |
|                            |                                              |                            |                         |                         |
| Iscritti                   | Iscritti                                     | Iscritti                   | 78 337                  | 100,00                  |
| ↳ Votanti (% su iscritti)  | ↳ Votanti (% su iscritti)                    | ↳ Votanti (% su iscritti)  | 53 896                  | 68,80                   |
| ↳ Astenuti (% su iscritti) | ↳ Astenuti (% su iscritti)                   | ↳ Astenuti (% su iscritti) | 24 441                  | 31,20                   |
|                            |                                              |                            |                         |                         |
|                            | Esito: collegio confermato a Laburista Co-Op |                            |                         |                         |

| Partito                    | Partito                                | Candidato                  | Risultati 7 maggio 2015 | Risultati 7 maggio 2015 |
| Partito                    | Partito                                | Candidato                  | Voti                    | %                       |
| -------------------------- | -------------------------------------- | -------------------------- | ----------------------- | ----------------------- |
|                            | Laburista                              | Andrew Smith               | 25 356                  | 50,02                   |
|                            | Conservatore                           | Melanie Magee              | 10 076                  | 19,88                   |
|                            | Verdi                                  | Ann Duncan                 | 5 890                   | 11,62                   |
|                            | Lib Dem                                | Alasdair Murray            | 5 453                   | 10,76                   |
|                            | UKIP                                   | Ian Macdonald              | 3 451                   | 6,81                    |
|                            | Indipendente                           | Chaka Artwell              | 160                     | 0,32                    |
|                            | Monster Raving Loony                   | Mad Hatter                 | 145                     | 0,29                    |
|                            | TUSC                                   | James Morbin               | 108                     | 0,21                    |
|                            | Socialista                             | Kevin Parkin               | 50                      | 0,10                    |
|                            |                                        |                            |                         |                         |
| Iscritti                   | Iscritti                               | Iscritti                   | 78 954                  | 100,00                  |
| ↳ Votanti (% su iscritti)  | ↳ Votanti (% su iscritti)              | ↳ Votanti (% su iscritti)  | 50 689                  | 64,20                   |
| ↳ Astenuti (% su iscritti) | ↳ Astenuti (% su iscritti)             | ↳ Astenuti (% su iscritti) | 28 265                  | 35,80                   |
|                            |                                        |                            |                         |                         |
|                            | Esito: collegio confermato a Laburista |                            |                         |                         |

| Partito                    | Partito                                | Candidato                  | Risultati 6 maggio 2010 | Risultati 6 maggio 2010 |
| Partito                    | Partito                                | Candidato                  | Voti                    | %                       |
| -------------------------- | -------------------------------------- | -------------------------- | ----------------------- | ----------------------- |
|                            | Laburista                              | Andrew Smith               | 21 938                  | 42,47                   |
|                            | Lib Dem                                | Steve Goddard              | 17 357                  | 33,60                   |
|                            | Conservatore                           | Ed Argar                   | 9 727                   | 18,83                   |
|                            | Verdi                                  | Sushila Dhall              | 1 238                   | 2,40                    |
|                            | UKIP                                   | Julia Gasper               | 1 202                   | 2,33                    |
|                            | Uguaglianza Socialista                 | David O'Sullivan           | 116                     | 0,22                    |
|                            | Equal Parenting Alliance               | Roger Crawford             | 73                      | 0,14                    |
|                            |                                        |                            |                         |                         |
| Iscritti                   | Iscritti                               | Iscritti                   | 81 855                  | 100,00                  |
| ↳ Votanti (% su iscritti)  | ↳ Votanti (% su iscritti)              | ↳ Votanti (% su iscritti)  | 51 651                  | 63,10                   |
| ↳ Astenuti (% su iscritti) | ↳ Astenuti (% su iscritti)             | ↳ Astenuti (% su iscritti) | 30 204                  | 36,90                   |
|                            |                                        |                            |                         |                         |
|                            | Esito: collegio confermato a Laburista |                            |                         |                         |

### Elezioni negli anni 2000
| Partito                    | Partito                                | Candidato                  | Risultati 5 maggio 2005 | Risultati 5 maggio 2005 |
| Partito                    | Partito                                | Candidato                  | Voti                    | %                       |
| -------------------------- | -------------------------------------- | -------------------------- | ----------------------- | ----------------------- |
|                            | Laburista                              | Andrew Smith               | 15 405                  | 36,86                   |
|                            | Lib Dem                                | Steve Goddard              | 14 442                  | 34,56                   |
|                            | Conservatore                           | Virginia Morris            | 6 992                   | 16,73                   |
|                            | Verdi                                  | Jacob Sanders              | 1 813                   | 4,34                    |
|                            | Indipendente                           | Honest Blair               | 1 485                   | 3,55                    |
|                            | Independent Working Class              | Maurice Leen               | 892                     | 2,13                    |
|                            | UKIP                                   | Peter Gardner              | 715                     | 1,71                    |
|                            | Indipendente                           | Pathmanathan Mylvaganam    | 46                      | 0,11                    |
|                            |                                        |                            |                         |                         |
| Iscritti                   | Iscritti                               | Iscritti                   | 72 176                  | 100,00                  |
| ↳ Votanti (% su iscritti)  | ↳ Votanti (% su iscritti)              | ↳ Votanti (% su iscritti)  | 41 790                  | 57,90                   |
| ↳ Astenuti (% su iscritti) | ↳ Astenuti (% su iscritti)             | ↳ Astenuti (% su iscritti) | 30 386                  | 42,10                   |
|                            |                                        |                            |                         |                         |
|                            | Esito: collegio confermato a Laburista |                            |                         |                         |

| Partito                    | Partito                                | Candidato                  | Risultati 7 giugno 2001 | Risultati 7 giugno 2001 |
| Partito                    | Partito                                | Candidato                  | Voti                    | %                       |
| -------------------------- | -------------------------------------- | -------------------------- | ----------------------- | ----------------------- |
|                            | Laburista                              | Andrew Smith               | 19 681                  | 49,39                   |
|                            | Lib Dem                                | Steve Goddard              | 9 337                   | 23,43                   |
|                            | Conservatore                           | Cheryl Potter              | 7 446                   | 18,69                   |
|                            | Verdi                                  | Pritam Singh               | 1 501                   | 3,77                    |
|                            | Alleanza Socialista                    | John Lister                | 708                     | 1,78                    |
|                            | UKIP                                   | Peter Gardner              | 570                     | 1,43                    |
|                            | Laburista Socialista                   | Fahim Ahmed                | 274                     | 0,69                    |
|                            | ProLife Alliance                       | Linda Hodge                | 254                     | 0,64                    |
|                            | Indipendente                           | Pathmanathan Mylvaganam    | 77                      | 0,19                    |
|                            |                                        |                            |                         |                         |
| Iscritti                   | Iscritti                               | Iscritti                   | 71 412                  | 100,00                  |
| ↳ Votanti (% su iscritti)  | ↳ Votanti (% su iscritti)              | ↳ Votanti (% su iscritti)  | 39 848                  | 55,80                   |
| ↳ Astenuti (% su iscritti) | ↳ Astenuti (% su iscritti)             | ↳ Astenuti (% su iscritti) | 31 564                  | 44,20                   |
|                            |                                        |                            |                         |                         |
|                            | Esito: collegio confermato a Laburista |                            |                         |                         |

## Risultati dei referendum

### Referendum sulla permanenza del Regno Unito nell'Unione europea del 2016
|             | Collegio    | Lasciare UE % | Rimanere in UE % |
| ----------- | ----------- | ------------- | ---------------- |
|             | Oxford East | 32,3%         | 67,7%            |
|             | Inghilterra | 53,3%         | 46,7%            |
| Regno Unito | 51,9%       | 48,1%         |                  |